# Galera (tipografia)

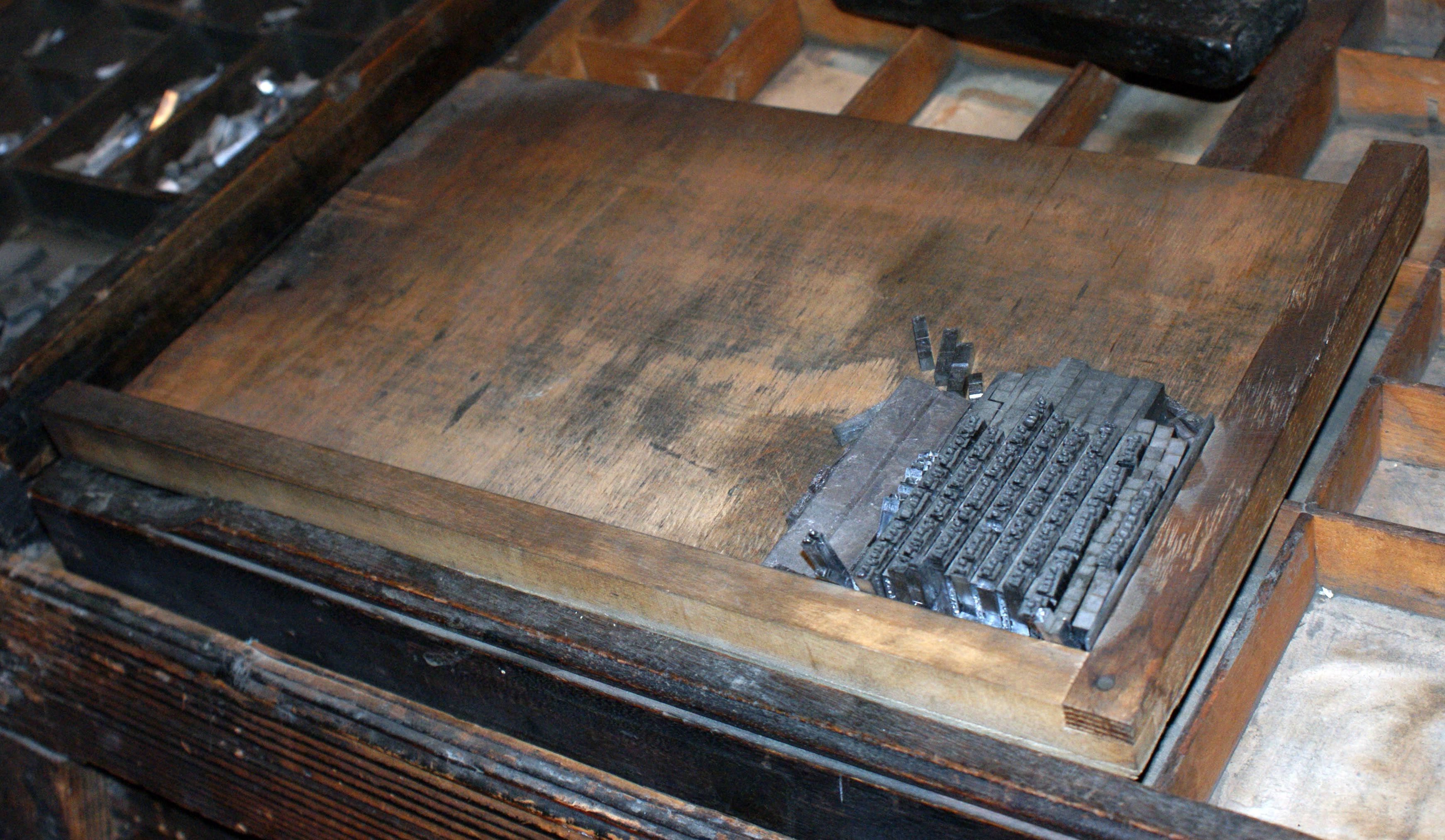
Galera

Una galera en tipografia, és una superfície de fusta, zinc o ferro limitada per tres costats amb llistons, dos dels quals sobresurten una mica més que la planxa de base. Es fa servir per a posar-hi les ratlles i els quadrats que hom compon per tal de fer el motlle.